# 돈지덕
돈지덕(한국 한자: 頓智德, 1980년 4월 28일 ~ )은 대한민국의 전 축구 선수이자 현 축구 지도자로 현재 중동고등학교 감독직을 맡고 있으며 2009년 동아시아 경기 대회 동메달리스트이다.

## 클럽 경력

### 고양 KB국민은행
2003년 당시 내셔널리그 명문팀이었던 고양 KB국민은행에 입단한 후 잠시 인천 봉신 FC에서 군 복무했던 2007년을 제외하고 팀이 해체된 2012년까지 9시즌동안 주축 센터백으로 활약하며 내셔널리그 3회 우승(2003, 2004, 2006) 및 2회 준우승(2011, 2012), 2003년 대통령배 전국축구대회 우승, 2번의 코리아컵 4강(2006, 2008), 2007년 내셔널축구선수권대회 준우승, 2008년 대통령배 전국축구대회 준우승, 2009년 내셔널축구선수권대회 우승, 2010년 내셔널리그 4강, 2012년 내셔널축구선수권대회 4강 등의 굵직한 성과들을 남겼고 2009 시즌에는 베스트 11까지 수상했다.

### FC 안양
2012 시즌 이후 국민은행 축구단의 해체로 2013 시즌을 앞두고 K리그2 신생팀인 FC 안양에 입단하며 선수 데뷔 이후 처음으로 프로 무대에 밟은 뒤 15경기 1어시스트를 기록하며 2013년 K리그2 4라운드 위클리 베스트에 선정되었다.

### 경주 한국수력원자력
2013 시즌 이후 내셔널리그의 경주 한국수력원자력에 입단하여 2014년 내셔널리그 3위, 2014년 내셔널축구선수권대회 우승에 일조한 뒤 2014 시즌을 끝으로 11년간의 현역 생활을 마감했다.

## 국가대표팀 경력

### 대한민국 B팀
홍콩에서 열린 2009년 동아시아 경기 대회에 내셔널리그 선발팀 자격으로 출전하여 동메달을 목에 걸었다.

## 지도자 경력

### 유스팀
선수 은퇴 후 2016년 경북자연과학고등학교(전 용운고등학교)의 수석 코치로 부임하며 본격적인 지도자 커리어를 시작한 뒤 2017년부터 2019년까지는 수원 삼성 블루윙즈의 유스팀인 매탄중학교의 코치와 감독으로 활동했다.
그 후 2020년부터 2023년까지 3년동안 친정팀인 FC 안양의 유스팀인 안양초등학교, 안양중학교, 안양공업고등학교의 감독으로 활동하다가 2024년 자신의 모교인 중동고등학교의 감독으로 부임했다.

## 대회 성적

### 클럽
고양 KB국민은행
- 내셔널리그 : 우승 (2003, 2004, 2006), 준우승 (2011, 2012), 3위 (2010)
- 코리아컵 : 4강 (2006, 2008)
- 내셔널축구선수권대회 : 우승 (2009), 준우승 (2007), 4강 (2012)

경주 한국수력원자력
- 내셔널리그 : 3위 (2014)
- 내셔널축구선수권대회 : 우승 (2014)

### 국가대표팀
대한민국 B팀
- 동아시아 경기 대회 : 동메달 (2009)

### 개인 수상
- 내셔널리그 베스트 11 : 2009